# 活性中间体
活性中间体（或稱活化錯合物/中间体/活性中間物）(Reactive intermediate) 是化学反应過程中產生的存在時間短，能量高，高反應性的分子．當反應產生時會快速的轉變成更穩定的分子。只有在特殊情況下才能將其分離出來並儲存，比如低溫。中間體的存在能夠幫助解釋部分化學反應如何進行。
多數化學反應為多步反應，即反應不會一次完成。且活性中間體高能量，不穩定，容易再反應變成產物。有機化學中，活性常見的活性中間體有碳正离子、碳负离子、自由基和卡宾等。活性中間體通常難以分離，並且只能通過光譜手段觀測。有些分步進行的合成路徑涉及較穩定的中間體，例如格氏試劑的製備，碳負離子、醚和與鎂離子形成絡合物，穩定了碳負離子中間體。此格式試劑再用於各種烷基化反應。

碳的反應中間體
自由基
卡宾
碳正離子
碳負離子
卡拜
苯炔

## 例子
- 碳正离子、𨦡正离子
- 碳负离子、烯醇负离子
- 自由基
- 卡宾（碳烯）
- 卡拜
- 苯炔
- 类卡宾
- 氮烯（乃春）、硝鎓离子
- 质子化及去质子化的产物
- 加成-消除反应中的四面体型加成物